# 프라부 디바

프라부 디바

프라부 디바 순다람(타밀어: பிரபு தேவா சுந்தரம் 피라부 데바, 영어 : Prabhu Deva Sundaram, 1973년 4월 3일 ~ )은 인도의 배우, 안무가, 영화감독이다. 보통 줄여서 프라부 디바로 불린다.

## 생애
카르나타카주에서 태어나 타밀나두주 첸나이에서 어린 시절을 보냈다. 아버지 무구르 순다르는 안무가이고, 형 라주 순다람도 안무가이다.
그는 독특하고 빠른 춤과 안무로 '인도의 마이클 잭슨'이라는 별명으로 불리고 있다. 그가 안무 담당가로 나온 첫 번째 영화는 베트리 비자였다. 그는 100개 이상의 영화에서 안무를 맡았다. 프라부 디바는 타밀어 영화 민사라 카나부와 힌디어 영화 락샤로 '최고 안무가 국가상'을 두 번 수상했다.
디바는 안무가로 경력을 시작했는데, 이후 영화 배우로 진로를 바꾸게 된다. 전업 배우가 되기 전 그는 영화 내 몇몇 노래 속에 등장했는데, 최초로 등장한 것은 영화 '젠틀맨' 내의 삽입곡에서 잠깐 모습을 비춘 것이었다. 그가 주인공으로 등장하는 첫 번째 영화는 여배우 로자와 함께 연기한 인두였다. 프라부 디바는 필름페어 최고연기자상을 수상했다.
디바는 그의 인상적인 댄스 스텝으로 콜리우드에서 유명 인사가 되었으며, 타밀, 텔루구, 칸나다 영화계에서 열성팬들을 확보하고 있다.

## 사생활
그는 작품에서 함께 출연했던 전직 무용수 람라스와 결혼했으며, 네 명의 아들을 두고 있다.

## 주요 관련 작품
- Kadhalan (힌디어 자막, 타밀어)
- Rasaiya (타밀어)
- Mr. Romeo (타밀어)
- Love Birds (타밀어)
- Minsara Kanavu (타밀어)
- V.I.P (타밀어)
- Nennviurkumvari
- Naam Iruvar Namukku Iruvar (타밀어)
- O Radha edaru Krishnala Pelli (텔루구어)
- Kaadhala Kaadhala (타밀어)
- James Pandu (타밀어)
- Doubles (타밀어)
- Suyamvaram (타밀어)
- Time (타밀어)
- Eazhaiyin Sirippil (타밀어)
- Santosham (텔루구어)
- Thottigang (텔루구어)
- Agni Varsha (Hindi)
- Pennin Manathai Thottu (타밀어)
- Andharu Dongalle (텔루구어)
- Premikudu (텔루구어)
- Ullam Kollai Poguthae (타밀어)
- Tapana (텔루구어)
- Engal Anna (타밀어)
- Chukkallo Chandrudu (텔루구어)
- Style (텔루구어)
- Vanathai Pola (타밀어)
- Alli Thandha Vaanam (타밀어)
- Alaudin (타밀어)
- H2O (칸나다어)

## 감독
- Nuvvostanante Nenoddantana (2005년 작품, 텔루구어)
- Pournami (2006년 작품, 텔루구어)
- Pokkiri (2007년 작품, 타밀어)
- Shankardada Zindabad (2007년 작품, 텔루구어)
- Vil (2009년 작품, 타밀어)

## 안무 담당
- Idayam (타밀어)
- Walter Vetrivel (타밀어)
- Baba (타밀어)
- Suriyan (타밀어)
- Gentleman (타밀어)
- Lakshya (힌디어)
- Pukar (힌디어)
- Shakti: The Power (힌디어)
- Nuvvostanante Nenoddantana (텔루구어)
- Agni Natchatram (타밀어)
- Kadhalan (타밀어 히트작)
- Sivaji:_The_Boss (타밀어 히트작)